# 王万鹏
王万鹏（1982年6月9日—），是一名中国足球运动员，司职后卫，现效力大连阿尔滨。

## 俱乐部生涯
王万鹏自幼因父亲喜欢足球而开始接触足球，先后在大连谊海、大连恒丰、上海恒升等青训球队受训，1997年长春亚泰成立二队后，他前往试训并成功留队。 2001年，他进入长春亚泰一线队名单，开始职业足球生涯。2002年开始，他成为球队主力，并帮助球队获得2003赛季甲B联赛冠军（该赛季取消升降级）。在2004年冬训的例行体检中王万鹏发现有心脏病，虽然5月26日在北京手术成功，并在当年年底康复归队，但也失去球队主力的位置。 2005赛季，他仅得到2次出场机会，跟随球队获得中甲联赛亚军，升级到中超联赛。2006赛季，他依然是球队的替补球员，不过在8月27日长春亚泰3比0击败深圳金威的比赛中，他头球破门射进职业生涯的首个进球。
2007赛季，在高洪波接任球队主教练后，王万鹏重新获得主力地位，他出场26次，帮助球队历史上首次夺得中超联赛冠军。2008年3月19日，王万鹏在2008年亚足联冠军联赛小组赛长春亚泰客场0比0逼平阿德莱德联膝盖受伤，最终确诊为十字韧带断裂，4月7日手术后缺席整个赛季的比赛。 2009赛季，他回归球队，赛季出场28次，长春亚泰获得联赛亚军，再次得到亚冠联赛的参赛资格。2010年，球队新任主教练沈祥福对球队进行年轻化改造，王万鹏逐步淡出主力阵容。 不过在2011赛季，他再次夺回主力位置，赛季交出出场27次进球3个的答卷。不过他在2011年10月15日长春亚泰客场挑战北京国安的比赛中向北京球迷看台竖中指，最终被禁赛六场并罚款3万元。

## 国家队生涯
王万鹏在2007年11月进入中国国家足球队集训名单。2008年1月10日，他在中国客场0比0战平阿联酋的国际友谊赛第74分钟替补俱乐部队友张笑非出场，上演国家队的首秀。 但由于他在比赛中的位置是个人并不擅长的边后卫，结果表现低迷，1月15日和杜威、孙吉等七名球员一起离开国家队。